# Zongdu

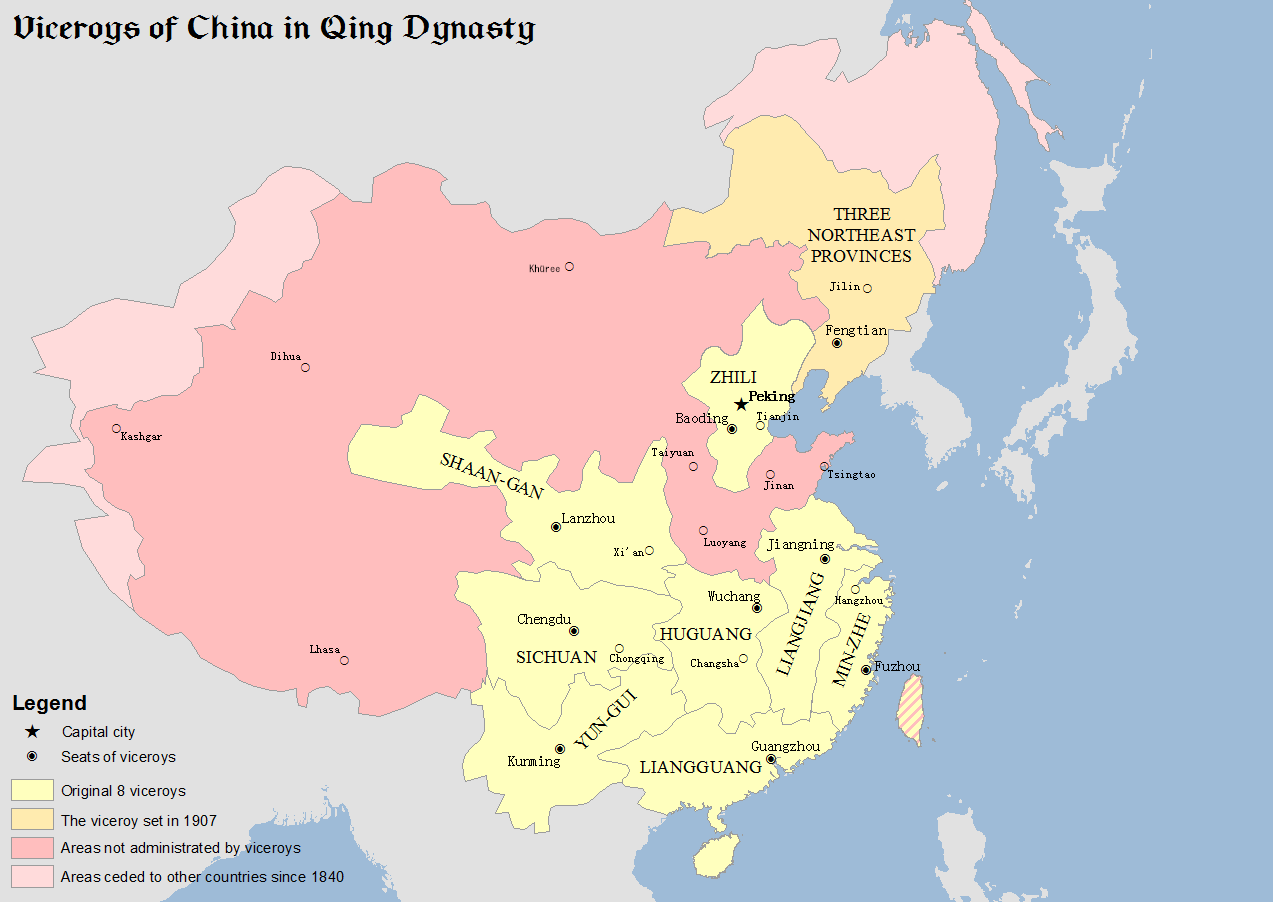
Mapa Chin dynastii Qing, z terenami pod władzą zongdu (jasnożółty; ciemnożółtym zaznaczono teren „Trzech Prowincji” ustanowiony w 1907) i terenami niezarządzanymi przez administrację zongdu (różowy)

Zongdu (mandżurski:  Uheri kadalara amban) – najwyższy rangą urzędnik cesarski w Chinach za czasów dynastii Qing i Ming; tytuł ten tłumaczy się jako gubernator generalny (lub wicekról).
Gubernatorzy generalni w liczbie od 8 do 15 stanowili najwyższą grupę prowincjonalnych urzędników chińskich. Zazwyczaj mieli pod panowaniem dwie prowincje, jedną pod bezpośrednim zarządem, i drugą, rządzoną przez własnego gubernatora, podległego wszakże zongdu. W szczególności odpowiedzialni byli za kwestie wojskowe i logistyczne. W większości przypadków zakres władzy gubernatora generalnego pokrywał się makroekonomicznym podziałem Chin na rejony. Kilka prowincji (Shandong, Shanxi i Henan) nie było pod władzą gubernatora generalnego, podczas gdy szczególnie ważne prowincje jak stołeczna Zhili czy ośrodek rolniczy, Syczuan, były zarządzane przez pojedynczych zongdu.
Przynależność niektórych prowincji ulegała zmianie, ale w 1760 liczba ich ustaliła się na dziewięciu – jednego w Mandżurii:
- Gubernator Generalny Trzech Północnych Prowincji: Fengtian, Jilin, Heilongjiang,

a pozostałych ośmiu w Chinach Właściwych:
- Gubernator Generalny Zhili
- Gubernator Generalny Liangjiangu: Jiangsu, Jiangxi, Anhui
- Gubernator Generalny Min-Zhe: Fujian, Zhejiang, Tajwanu
- Gubernator Generalny Huguangu: Hunan, Hubei
- Gubernator Generalny Shaan-Gan: Shaanxi, Gansu, Xinjiang
- Gubernator Generalny Liangguangu: Guangdong, Guangxi
- Gubernator Generalny Yun-Gui: Yunnan, Guizhou
- Gubernator Generalny Syczuanu

Przed ostatecznym ustaleniem liczby i zakresów władzy zongdu, szczególnie duże zmiany zachodziły na zagrożonym militarnie północnym zachodzie Chin, gdzie wojskowa rola gubernatora generalnego była szczególnie ważna, a pozycja cywilnego gubernatora – słabsza. Z tego samego względu, na terenach tych np. Gansu, do połowy XVIII w. pozycję tę zajmowali wyłącznie Mandżurowie. Pozycja zongdu dawała ogromną władzę, nawet w czasach poprzedzających wielkie rebelie w dziewiętnastowiecznych Chinach, na skutek których wzmocnieniu uległa władza prowincji, kosztem stolicy. Wśród gubernatorów generalnych, gubernatorstwo stołecznej prowincji Zhili uchodziło za najbardziej prestiżowe, a wschodniego, kupieckiego regionu Liangjiang – za najbardziej dochodowe.